# Casona de Calderón de la Barca
La casona de Calderón de la Barca fue declarada Bien de Interés Cultural en 1992 y está situada en San Vicente de Toranzo (Cantabria, España). Se construyó en el siglo XVIII, está bien conservada y actualmente es de propiedad privada.